# Ciochina (gmina)
Ciochina – gmina w Rumunii, w okręgu Jałomica. Obejmuje miejscowości Bordușelu, Ciochina, Orezu i Piersica. W 2011 roku liczyła 3217 mieszkańców. 